# Muzeum Pamięci Narodowej „Więzienie przy Łąckiego” we Lwowie
Więzienie przy ul. Łąckiego (ukr. Тюрма на Лонцького) − dawne więzienie we Lwowie, położone u zbiegu ulic Briułłowa, Kopernika i Bandery z głównym wejściem przez przedwojenny gmach Komendy Wojewódzkiej Policji Państwowej przy ul. S. Bandery. Drugie we Lwowie, po Brygidkach, miejsce zbrodni sowieckich i niemieckich podczas II wojny światowej.

## Historia
W latach 1889–1890 na rogu ulic Kopernika i Leona Sapiehy na miejscu istniejącego budynku zostały wybudowane koszary żandarmerii austro-węgierskiej. W okresie 1918–1920 od ul. Łąckiego został dobudowany do niego budynek więzienia. W budynku tym mieścił się też IV Wydział komendy Policji Państwowej, w zakres obowiązków, którego wchodziła walka z organizacjami antypaństwowymi, w szczególności KPZU i OUN. Nieoficjalnie więzienie było przeznaczone dla więźniów politycznych. W 1935 roku budynek został przekazany służbom śledczym policji i więzienie było wykorzystywane jako areszt. Podczas procesu w 1936 roku w więzieniu przebywali m.in. Stepan Bandera, Jarosław Stećko, czy Mykoła Łebed´.
Pod zajęciu południowo-wschodnich województw II Rzeczypospolitej przez Armię Czerwoną, w latach 1939–1941 w budynku mieściło się Więzienie Nr 1 (Тюрьма № 1) na 1500 osób, a przyległy korpus przejął miejscowy zarząd NKWD. Po ataku Niemiec na ZSRR w czerwcu 1941, w trakcie masakr więziennych NKWD, funkcjonariusze NKWD rozstrzelali w więzieniu 924 więźniów, m.in. generała Tarnawę-Malczewskiego, Jana Nalborczyka i Rudolfa Regnera.
Za okupacji niemieckiej, w latach 1941–1944 w budynku mieściło się więzienie śledcze Gestapo, również grupa specjalna SD. Dziedziniec więzienny wyłożono płytami z grobów najstarszego cmentarza żydowskiego we Lwowie. W więzieniu Niemcy zamordowali m.in. Józefa Parnasa i zastępcę komendanta Inspektoratu Lwów Miasto mjra Wiktora Zarembińskiego, przebywał w nim Kazimierz Bartel. Swojemu w nim pobytowi Karolina Lanckorońska poświęciła rozdział V swojej książki pt. Wspomnienia wojenne.
Za drugiej okupacji sowieckiej zwieziono tam uczestników Akcji Burza, aresztowanych podczas odprawy, zwołanej przez mjr. Stasiewicza na życzenie sowieckich władz wojskowych. Później przesłuchiwany był tam m.in. Roman Aftanazy.
W latach 1944–1991 w budynku tym mieścił się Wydział Śledczy i Aresztów Śledczych NKWD-MGB-KGB, w latach 1991–2009 – komórki Ministerstwa Spraw Wewnętrznych Ukrainy.
Przed więzieniem na pl. M. Szaszkiewicza w 1997 wzniesiono pomnik ofiar zbrodni komunistycznych.
29 czerwca 2009 w więzieniu otwarto Muzeum Pamięci Narodowej „Więzienie przy Łąckiego” (Національний музей-меморіал пам'яті жертв окупаційних режимів "Тюрма на Лонцького*). Wstęp i oprowadzanie są bezpłatne, muzeum jest utrzymywane ze środków fundacji „Memoriał”.